# Municipio de South Benton (condado de Dallas)
El municipio de South Benton (en inglés: South Benton Township) es un municipio ubicado en el condado de Dallas en el estado estadounidense de Misuri. En el año 2010 tenía una población de 2376 habitantes y una densidad poblacional de 23,85 personas por km².

## Geografía
El municipio de South Benton se encuentra ubicado en las coordenadas 37°36′14″N 93°4′53″O / 37.60389, -93.08139. Según la Oficina del Censo de los Estados Unidos, el municipio tiene una superficie total de 99.62 km², de la cual 99.11 km² corresponden a tierra firme y (0.51%) 0.51 km² es agua.

## Demografía
Según el censo de 2010, había 2376 personas residiendo en el municipio de South Benton. La densidad de población era de 23,85 hab./km². De los 2376 habitantes, el municipio de South Benton estaba compuesto por el 96.51% blancos, el 0.25% eran afroamericanos, el 0.72% eran amerindios, el 0.34% eran asiáticos, el 0.25% eran isleños del Pacífico, el 0.21% eran de otras razas y el 1.73% pertenecían a dos o más razas. Del total de la población el 1.3% eran hispanos o latinos de cualquier raza.